# 농가소득안정추진단
농가소득안정추진단(農家所得安定推進團)은 대한민국 농가의 소득안정을 달성하기 위해 설립된 대한민국 농림축산식품부 소속기관이다. 세종특별자치시 다솜2로 94 정부세종청사에 위치하고 있다.

## 설립 근거
- 농업소득의 보전에 관한 법률[4]

## 연혁
- 2005년 4월 15일 농림부 농가소득안정추진단 신설[5]
- 2008년 2월 28일 농림수산식품부 농가소득안정추진단
- 2013년 3월 13일 농림축산식품부 농가소득안정추진단

## 같이 보기
- 한국농촌경제연구원
- 한국농수산식품유통공사